# Bárdi László
Bárdi László (Magyaróvár, 1932. augusztus 14. –) orientalista, egyetemi docens.

## Családja
Nős, felesége Róth Margit tanárnő (igazgatóhelyettes, szakfelügyelő). Gyermekei: Judit (gimn. tanár), Éva (PTE Művészeti Kar dékáni titkár). Unokái: Ármin, András, Ábel, Barnabás, Gusztáv, Lénárd és Emília.

## Tanulmányai
Középiskolai tanulmányait a Szamosújvári Állami Gimnáziumban, majd a bonyhádi Petőfi Sándor Általános Gimnáziumban végezte. Ezt követően a budapesti Eötvös Loránd Tudományegyetem Bölcsészettudományi Karán, történelem–földrajz szakon szerzett diplomát 1954-ben. Ugyanott summa cum laude minősítéssel doktorált 1971-ben. Posztgraduális tanulmányokat végzett Angliában, Londonban, a University of Westminsteren, Németországban, Potsdamban, a Karl Liebknecht Paedagogische Hochschulén, Olaszországban, Perugiában, az Università per Stranierin és Kínában, Nancsangban (Nanchangban), a Csianghszi Sifan Tahszüén (Jiangxi Shifan Daxuén).

## Munkakörei
1954-től 1964-ig tanár volt (Csurgói Gimnázium, Gamás, Beremend), majd a Pécsváradi Gimnáziumban igazgatóhelyettes, 1964-től Pécsváradi járási, majd Baranya megyei tanulmányi felügyelő. Később főelőadó, majd csoportvezető, végül osztályvezető-helyettes főtanácsos (Baranya Megyei Tanács VB. Művelődésügyi Osztálya) lett. A Dél-Dunántúli Tankerület igazgatójaként működött 1992-től 1994-ig. 1972 és 1998 között a Pécsi Tanárképző Főiskolának, majd a Janus Pannonius Tudományegyetemnek volt meghívott, szerződéses oktatója, 1999-től egyetemi docensként a Pécsi Tudományegyetem Ázsia Központjának alapító igazgatója.
Külföldi vendégtanári munkája: Nanchang, Csianghszi Sifan Tahszüe (Jiangxi Shifan Daxue), Kínai Civilizáció Tanszéke (1994–95); Bukaresti Egyetem Hungarológiai Osztálya (1995); Peking, Zsenmin Tahszüe (Renmin Daxue), Történelmi Tanszék (1996).

## Tudományos tevékenysége
A második világháború utáni első hazai tehetséggondozó mozgalom elméleti megalapozója és gyakorlati szervezője (1976–80).
Az 1980-as évektől kutatásai és egyetemi oktató munkája előbb a keleti világvallások eszmevilágának, majd az orientalisztika területére, az antik lovasnomád népek eredetének és vándorlására, valamint a magyar keletkutatók tevékenységének vizsgálatára irányulnak. Ezzel kapcsolatban 31 kutatóutat tett Kínában, továbbiakat pedig Ázsia és a Távol-Kelet egyéb országaiban (India, Nepál, Mongólia, Törökország, Szibéria, Szikkim stb.).
Számos nemzetközi konferencia előadója (Kínában: Peking, Hohhot, Csefeng (Chifeng), Tunhuang (Dunhuang); Angliában, Svájcban, Horvátországban, Hollandiában, Romániában stb.). A kovásznai Kőrösi Csoma Sándor Napok tudományos tanácskozásainak rendszeres résztvevője (1998-tól csaknem folyamatosan napjainkig).
A Kínai Tv Történelmi Dokumentumfilm Bizottságának tanácsadója (1988–89), majd ugyanott a népvándorláskori dokumentumfilm-sorozatok szakértői csoportjának vezetője (2000), a Kínai Társ. Tud. Akadémia Selyemút Kutatóintézetének elnökségi tagja, a Kínai Tud. Akad. kínai szakértője (2020-ig).

## Szakirodalmi tevékenysége
Mintegy 320-340 tanulmányt és cikket tett közzé magyar, angol, német, kínai nyelven, tizenöt önálló kötete (3 egyetemi tankönyve) jelent meg, 36-38 hazai és külföldi tanulmánykötet társszerzője. Emellett fordít és ismeretterjesztő cikkeket ír.
Ismeretterjesztő tv-filmek közreműködője, ill. szövegírója: Ki népei vagyunk? I–II–III. (2003); A Selyemút I–VIII. (2003–2004); Kézművesek a Selyemút mentén (2004); Tiltott város – világváros: Peking (2004); A kínai filozófia és a képzőművészetek I–II. (2007); A Császár-csatorna I–IV. (2007–2008).

## Főbb művei
- Őseink nyomában a Távol-Keleten; Pannónia, Pécs, 1993
- Vallástörténet I. Keleti világvallások; JPTE–TANORG, Budapest, 1996
- Vallástörténeti szöveggyűjtemény I. r. Keleti világvallások; JPTE–TANORG, Budapest, 1997
- Chinese Assessment of Sir Aurel M. Stein’s Work; Eurolingua, Berlin–Bloomington–London–Paris–Toronto, 1999
- A keleti világvallások története és eszmevilága; Keleti Kiskönyvtár 1. sz., JPTE Ázsia Központ, 1999
- Dunhuangxue ji qi yanjiude deshi zai guoji shangde zhongyao yiyi; Dunhuang, 2000
- Az ősi Selyemút világa; Masszi, Budapest, 2003
- Keleti kapcsolatok – Keleti gyökerek; Balaton Akadémia, Keszthely, 2004
- Homokba temetett karavánutakon; Masszi-Duna Tv, Budapest, 2005
- Kína, a letűnt istenek birodalma; Alexandra, Pécs, 2007
- Kelet népe vagyunk; Helikon, Budapest, 2007
- Kínai hajónapló. Magyarok a Császár csatornán; Masszi, Bp., 2008
- Napkelet üzenete; Balaton Akadémia, Keszthely, 2008 (Szent György könyvek)
- Elődeinkről – utódainknak. Őseink ösvényein; Püski, Bp., 2016
- Őstörténetünk ösvényein. Utódainknak, elődeinkről; Pro Pannonia, Pécs, 2016 (Pannónia könyvek)
- Ázsiából Európába. Ősi keleti lovasnépek vándorútja nyugatra; Pro Pannonia, Pécs, 2019

## Kitüntetései
- Az Oktatásügy Kiváló Dolgozója
- Munka Érdemrend ezüst fokozata
- Tehetségekért díj
- Apáczai Csere János-díj (Okt. Minisztérium)
- a Brit Akadémia Stein Aurél felfedezői díja (három alkalommal)
- Kőrösi Csoma Sándor-díj (Kőrösi Cs. S. Közm. Egy.)
- Bocskai-díj
- Grastyán-díj (Tud. Ism terj. Társ.)
- Teleki Sámuel felfedezői díj (Magyar Földr. Társ.)
- mongol („Az ifjúságért”; Mongol Okt. Min.)
- mongol („Kiváló értelmiségi”; Mongol Okt. Min.)
- kínai („Nanchangi Egyetem emlékérme”)
- Pécs díszpolgára
- kínai („Különleges könyvek Kínáról – 2017”; Kínai Minisztertanács)
- Magyar Érdemrend tisztikeresztje polgári tagozat (2018)[2]
- Polg-Diplomácia Követe (Magyar–Kínai Baráti Társaság)
- Nemzetvédelmi Kereszt (Vitézi Rend)